# Hannibal (Nordstadt)

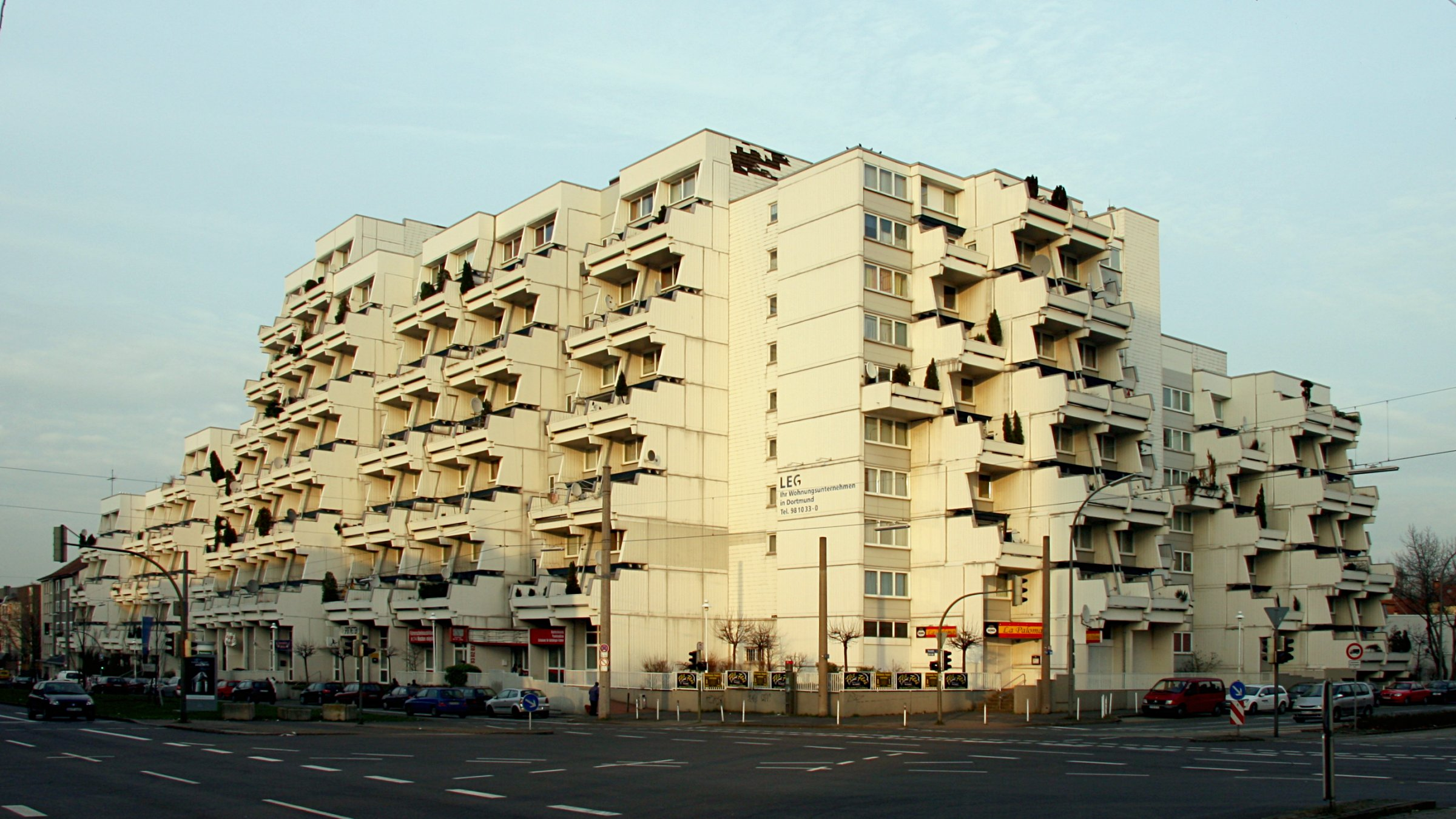
Hannibal an der Bornstraße

Hannibal ist der Name eines als Terrassenhaus aufgebauten Wohnkomplexes in der Dortmunder Nordstadt. 

## Geschichte
Der Komplex wurde 1972 von der Neuen Heimat nach einer Kahlschlagsanierung durch das Programm Sanierungsgebiet Nord II an der Bornstraße im Stadtteil Nordmarkt in Fertigteilbauweise errichtet. Der Entwurf stammt von den Architekten Günther Odenwaeller und Heinz Spieß.
Von 1994 bis 1999 wurde das Gebäude im Auftrag der LEG saniert, wobei das Dach, die Fenster und die veraltete Haustechnik erneuert wurden.
Zum 1. August 2019 verkaufte die LEG den Komplex an die Merlion Wohnen mit Sitz auf Tortola, Britische Jungferninseln.

## Gebäudestruktur
Der Hannibal ist ungefähr 50 Meter hoch und hat bis zu zwölf Etagen. In unmittelbarer Nähe befindet sich die Grundschule Kleine Kielstraße sowie in der Heroldstraße zwei- bis vierstöckige Bauten, deren Aussehen der Gestalt des Hauptgebäudes entspricht. In den unteren Etagen des Hauptgebäudes befinden sich Gewerbeflächen. Die oberen Etagen des Komplexes enthalten 232 Sozialwohnungen
von 20 bis 100 m² Größe. Die größeren Wohnungen sind als Maisonetten angelegt. Die durchschnittliche Kaltmiete betrug vor 2019 bis zu fünf Euro pro Quadratmeter.

## Lage/Umfeld
Im näheren Umfeld befinden sich vier- bis fünfstöckige Mietwohnungshäuser aus der Jugendstil- beziehungsweise Nachkriegszeit. Es gibt Spielplätze und eine Anbindung an die Dortmunder Stadtbahn, sodass die Innenstadt schnell und einfach erreicht werden kann.